# Jaroslav Foerster
Jaroslav Foerster (fêrster), slovenski gradbeni inženir, * 15. september 1875, Ljubljana, † 14. december 1946, Ljubljana. 

## Življenje in delo
Po končani realki v Ljubljani (1893) je študiral v Dresdnu, Leipzigu in na Dunaju diplomiral na tehniški visoki šoli (1901). Sprva se je zaposlil kot mestni inženir v Ljubljani, od 1903 pa je bil skoraj 20 let profesor in namestnik ravnatelja  Tehniške srednje šole v Ljubljani. Od 1922 do upokojitve 1937 pa je bil redni profesor za visoke gradnje na Tehniški fakulteti v Ljubljani in v tem obdobju tudi dvakrat dekan fakultete. Organiziral je Inštitut za visoke gradnje in ga več let tudi vodil. Foerster je veljal za odličnega sistematika in tudi začetnika slovenske gradbene terminologije. Za šole in obrtnike je 1921 napisal učbenik Ojačen beton in 1922 Stavbno mehaniko, ki sta prvi slovenski gradbeni strokovni knjigi. Napravil je tudi načrte za prvi Aljažev dom v Vratih.